# Milice serbe

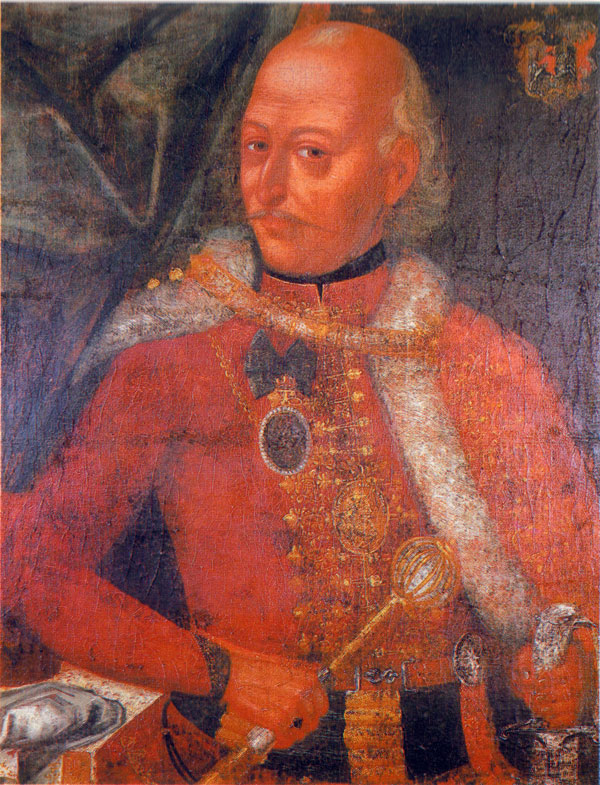
Jovan Tekelija, portrait, auteur inconnu, XVIIIe siècle.

La milice serbe est une armée régulière composée de cavaliers et de fantassins. Elle est issue du royaume de Serbie (1718-1739). Après l'occupation du royaume de Serbie en 1739, la milice rejoint les confins militaires déjà peuplés de Serbes et se fond avec les milices serbes déjà en Autriche-Hongrie. Elle participe à plusieurs batailles durant la Grande guerre turque. Lors de la Bataille de Zenta, son général Jovan Popović Tekelija fut décisif dans la charge de cavalerie contre les Turcs.